# Aloïse Sauvage

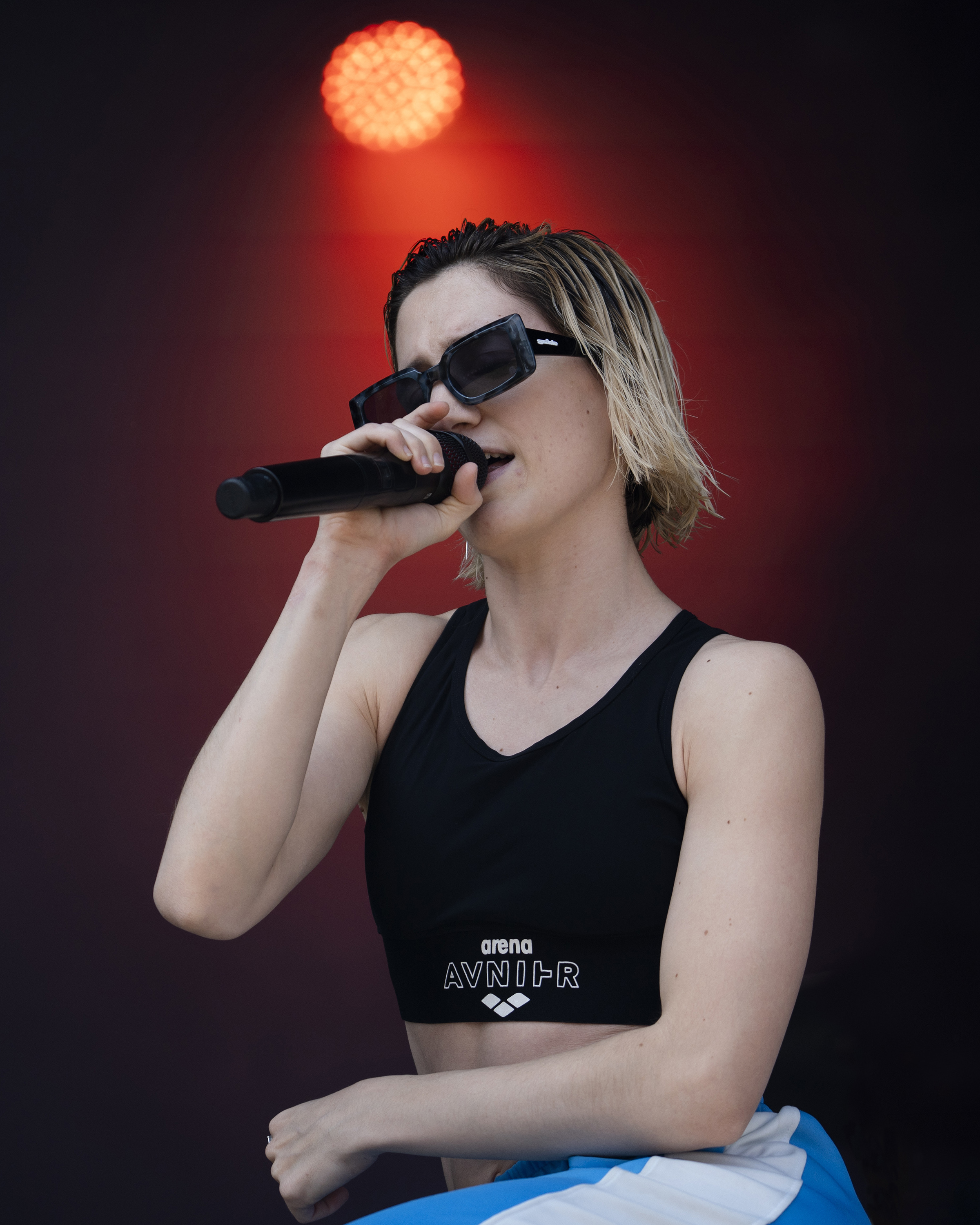
Aloïse Sauvage, 2023.

Aloïse Sauvage (* 25. September 1992) ist eine französische Filmschauspielerin und Popsängerin.

## Leben
Aloïse Sauvage wuchs in Le Mée-sur-Seine als Tochter eines Schuldirektors auf. Sie übte sich im Jugendalter im Tanz, Musizieren und Schreiben von Texten. Sie besuchte eine Zirkusschule und lernte dort die Choreografin Raphaëlle Boitel kennen, die sie an Filmproduzenten weitervermitteln konnte. So entstanden ab 2016 die ersten Filmrollen. 2019 erschien ihre erste EP als Sängerin mit Hip-Hop-inspirierter Popmusik. 2020 erschien ihr Debütalbum Dévorantes.

## Filmografie (Auswahl)
- 2016: Die Frau im Mond – Erinnerung an die Liebe (Mal de pierres)
- 2017: 120 BPM
- 2017: Django – Ein Leben für die Musik (Django)
- 2018: Les Fauves
- 2018: Cold War – Der Breitengrad der Liebe (Zimna wojna)
- 2020: Possessions (Fernsehserie, 6 Folgen)
- 2021: Stalk (Fernsehserie, 10 Folgen)
- 2022: Placés
- 2022: La Syndicaliste

## Diskografie
- 2019: Jimy (EP)
- 2020: Dévorantes